# Hullemaal kapot
Hullemaal kapot is een lied van de Nederlandse feestact Snollebollekes. Het werd in 2023 als single uitgebracht.

## Achtergrond
Hullemaal kapot is geschreven door Jurjen Gofers. Het is een carnavalskraker dat gaat over heel hard feesten. In het nummer zijn delen van het lied I Want You van La Fuente te horen. Bij het nummer is een videoclip opgenomen in een kringloopwinkel. Er zijn gastoptredens van La Fuente en Emma Wortelboer in de muziekvideo.

## Hitnoteringen
De feestact had succes met het lied in Nederland. Het piekte op de 79e plaats van de Single Top 100 in de enige week dat het in deze hitlijst stond. De Top 40 werd niet bereikt; het lied bleef steken op de twaalfde plaats van de Tipparade.